# 小行星3081
小行星3081（3081 Martinuboh）是一颗围绕太阳公转的小行星。1971年10月26日，盧波什·科胡特克在汉堡发现了此天体。
該小行星以捷克作曲家博胡斯拉夫·馬爾蒂努命名。
这颗小行星的绝对星等为279.52966等。